# مواد عزل البناء

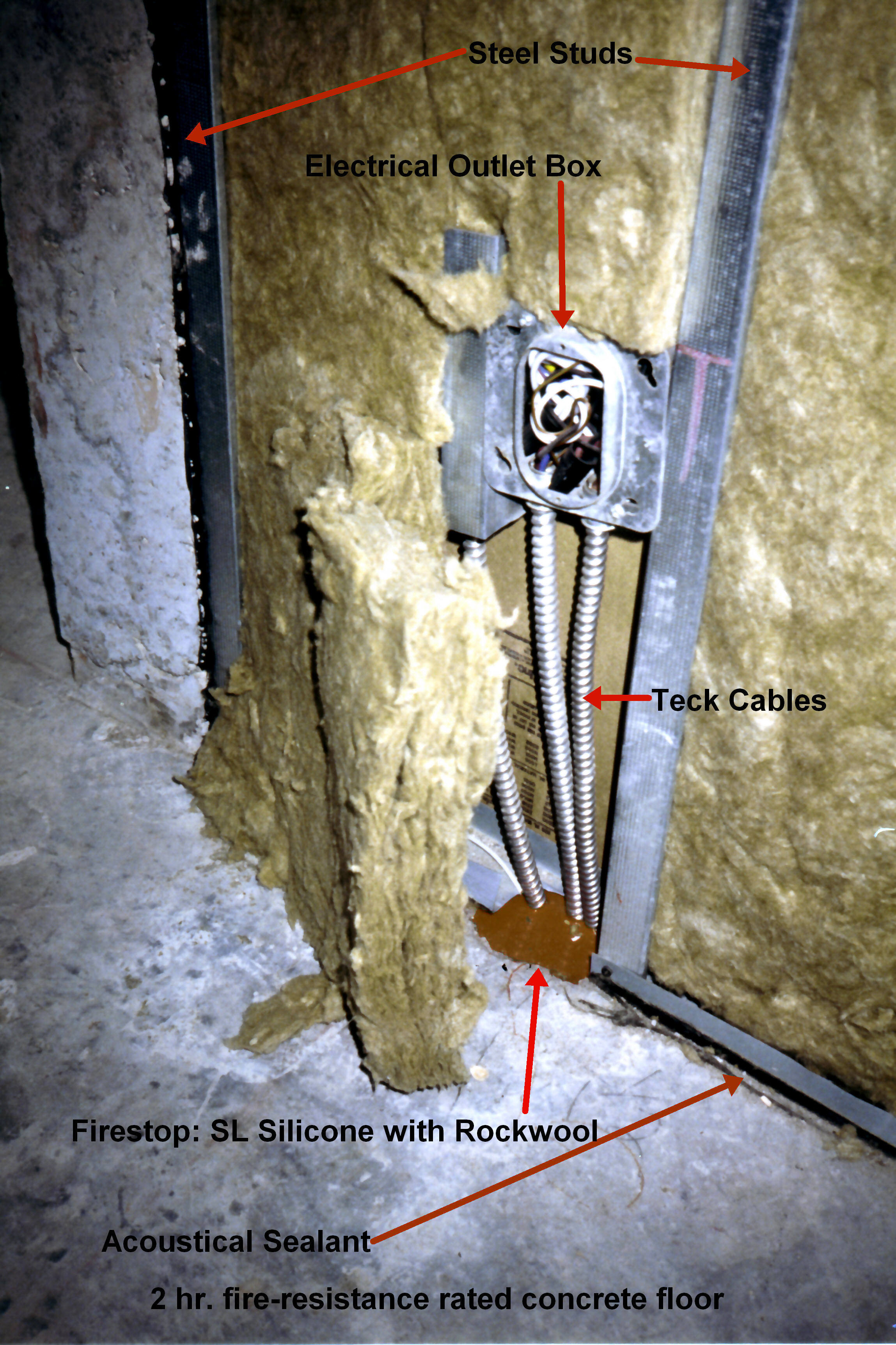

مواد عزل البناء هي مواد تستخدم لحماية البناء وتشكل عازل من الغلاف الحراري للبناء أو تقلل انتقال الحرارة بطريقة أخرى. يمكن أن يصنف العزل حسب مكوناته (مواد طبيعية ومواد صناعية) أو شكله (حشوات ليفية وبطانات وحشوات غير متماسكة وألواح والرغوة المبخوخة المعروفة باسم الفوم المرذذ) أو إسهامه في هيكل البناء (أشكال الإسمنت العازل والألواح المعضدة والحزم القشية) أو آلية عمله (بالتوصيل أو الحمل أو الإشعاع) أو مقاومته لانتقال الحرارة أو أثره على البيئة أو تصنيفات أخرى. يضاف أحيانًا سطح عاكس للحرارة يسمى بالحاجز المشع إلى المادة ليقلل انتقال الحرارة عبر الإشعاع بالإضافة إلى التوصيل, يعتمد اختيار أي مادة أو مجموعة مواد يجب استعمالها على عدد كبير من العوامل. بعض مواد العزل لها مخاطر صحية، بعضها مؤثر إلى حد أن المواد لم يعد من المسموح استخدامها لكنها تستعمل في بعض الأبنية القديمة كألياف الأسبيستوس وفورمالدهايد اليوريا.

## اعتبارات المواد المستخدمة
العوامل المؤثرة على نوعية وكمية العزل الذي يجب استعماله في مبنى تشمل:
- الناقلية الحرارية
- الحساسية للرطوبة
- حد مقاومة الانضغاط
- سهولة التركيب
- التحمل -مقاومة المادة للاهتلاك بسبب الضغط أو الرطوبة أو التفكك...
- سهولة الاستبدال عند انتهاء العمر
- نجاح الاستثمار المالي
- السمية
- قابلية الاشتعال
- الأثر على البيئة والاستدامة

الاعتبارات المتعلقة بالبناء والمناخ:
- الشروط المناخية الوسطية في المنطقة الجغرافية للبناء
- درجة حرارة البناء عند استخدامه
- يستخدم عادة مزيج من المواد للوصول إلى الحل الأمثل، وهناك منتجات تضم أنواعًا مختلفة من العزل في شكل واحد.

## الفوم المرذذ
الفوم المرذذ أو الرغوة العازلة المرذذة نوع من العزل يرش في المكان بواسطة فرد بخاخ. توضع رغوة الإيزوسيانات والبولي أوريثان كمزيج من مكونين ينطلقان معًا من رأس المرذذ، ليشكلا رغوة متوسعة. الرغوة الإسمنتية توضع بطريقة مشابهة لكن دون أن تتوسع. يرذذ العزل على البلاطات الإسمنتية أو في التجاويف الجدارية للجدران غير مكتملة البناء أو على السطح الداخلي للغمد الواقي أو عبر ثقوب محفورة في البلاط أو في الجبس إلى التجاويف الجدارية للجدران المكتملة.

### محاسنه
- يحجب تدفق الهواء من خلال التوسع وإحكام إغلاق أماكن التسرب والفتحات والثقوب. (هذا يمنع أيضًا دخول الحشرات والهوام الضارة).
- يمكن أن يؤدي دور حاجز بخار نصف نفوذ بنفاذية أكبر من حواجز البخار البلاستيكية وبالتالي يقلل تراكم الرطوبة، والتي تؤدي إلى نمو الفطريات.
- يمكنه ملء التجاويف الجدارية في الجدران المنهاة دون الحاجة إلى تمزيق الجدران (كما في حالة الحشوات الليفية).
- يعمل جيدًا في المساحات الضيقة (كالحشوة غير المتماسكة، لكنه أفضل).
- يوفر عزلًا صوتيًّا (كالحشوة غير المتماسكة، لكنه أفضل).
- يتوسع وهو يعالج ويملأ الممرات ويوفر مقاومة ممتازة لتلويث الهواء (بعكس الحشوات الليفية والبطانات، والتي تترك ممرات وجيوب هوائية، وأفضل من بعض أنواع الحشوات غير المتماسكة. يمكن مقارنته بسيللوز المرذذ الرطب.).
- يزيد الاستقرار البنيوي (بعكس الحشوة غير المتماسكة، ومثل سيللوز المرذذ الرطب).
- يمكن استعماله في أماكن لا يمكن استعمال الحشوات غير المتماسكة فيها، بين العوارض والروافد الخشبية مثلًا. عند استخدامه بين العوارض الخشبية، يمكن أن يغطي الفوم المسامير البارزة من القسم السفلي للأغطية، حاميًا رأسك.
- يمكن استخدامه بكميات صغيرة.
- الرغوة الإسمنتية غير قابلة للاشتعال.

### مساوئه
- يمكن أن يكون السعر مرتفعًا مقارنة بالعزل التقليدي.
- معظم الرغوات، باستثناء الرغوة الإسمنتية، تطلق أبخرة سامة أثناء الاحتراق.[1]
- وفقا لوكالة الحماية البيئية الأمريكية، توجد معطيات كافية لوضع تقييم دقيق للأضرار المحتملة الناتجة عن التعرض للإيزوسياناتات السامة والضارة بالبيئة والتي تشكل 50% من مادة العزل.[2]
- حسب الاستخدام وقوانين البناء والبيئة، معظم الرغوات تتطلب الحماية بحاجز حراري كجدار داخلي جبسي في المنزل. مثلًا، يمكن أن يُشترط للبناء الحصول على تصنيف حريق بمعدل 15 دقيقة.
- يمكن أن يتقلص قليلًا أثناء المعالجة إذا لم يوضع على سطح مسخن إلى درجة الحرارة الموصى بها من قبل الشركة الصانعة.
- رغم إيقاف العمل بالكلوروفلوروكربونات (الفريونات)، يستخدم العديد الهيدروكلوروفلوروكربونات أو الهيدروفلوروكربونات كوسائط نفث. كلاهما من غازات الدفيئة المحتملة، وللهيدروكلوروفلوروكربونات بعض الآثار السلبية المحتملة في استنزاف طبقة الأوزون.
- تُصنع العديد من العوازل الرغوية من البيتروكيماويات ويمكن أن تشكل مصدر قلق لأولئك الذين يسعون لتقليل استخدام الوقود الأحفوري والنفط. بكل الأحوال، بدأت بعض الرغوات المصنوعة من مصادر مستجدة أو معاد تدويرها بالتوفر.
- ستتناقص قيمة المقاومة الحرارية تدريجيًّا مع الزمن، لكن هذا التناقص يتوقف عند الوصول إلى حالة توازن مع البيئة المحيطة. حتى بعد حدوث ذلك، فإن قيمة المقاومة الحرارية المستقرة مرتفعة جدًّا.
- معظم الرغوات تتطلب الحماية من ضوء الشمس والمحاليل.
- من الصعب تحديث هيكل بناء موجود مسبقًا ببعض أنواع الرغوات بسبب العمليات والمواد الكيميائية المطلوبة.
- إذا لم يرتد المرء قناعًا واقيًا أو نظارات واقية، من المحتمل تعطيل قدرته على الرؤية. (يومين إلى خمسة أيام).
- قد يتطلب من نظام التدفئة والتهوية وتكييف الهواء (إتش فاك) وجود مصدر هواء متجدد خارجي، إذ قد لا تسمح بنيته بتجديد الهواء الداخلي دون ذلك.

## الألواح الصلبة
العزل بالألواح الصلبة، يعرف أيضًا باسم العزل المستمر، يمكن أن يُصنع من البلاستيكات الرغوية كالبولي إيزوسيانورات أو البولي إيسترين أو من مواد ليفية كالفايبرغلاس (اللدائن المدعمة بالألياف الزجاجية) والصوف الحجري والمعدني (ألياف حجرية ومعدنية). يستخدم العزل المستمر بالألواح الصلبة عادةً لتوفير فاصل حراري في غلاف البناء، مقللًا بذلك من ظاهرة الجسور الحرارية.

## الألواح المعزولة الهيكلية
تستخدم الألواح المعزولة الهيكلية (إس آي بّي)، وتدعى أيضًا الجدران ذات الغشاء المعزز، نفس المفهوم الذي تستخدمه الأبواب الخارجية ذات الأنوية الرغوية، لكن توسع المفهوم ليشمل المنزل بأكمله. يمكن استخدامها في الأسقف والأرضيات والجدران والأسطح. تتكون الألواح عادةً من خشب الأبلكاش أو ألواح الخشب الملصق أو الجبس المغرّى والملفوف حول نواة مكونة من البولي إيسترين المنفوخ أو البولي أوريثان المنفوخ أو البولي إيزوسيانورات المنفوخ أو قش القمح المضغوط أو الإيبوكسي. الإيبوكسي غالٍ جدًّا على أن يستخدم كعازل لوحده، لكن له قيمة مقاومة حرارية عالية (7 إلى 9)، ومقاومة عالية وخواص مقاومة جيدة للحرارة والرطوبة.
تأتي الألواح المعزولة الهيكلية بسماكات مختلفة. عند بناء منزل، تلصق معًا وتؤمّن بالخشب. توفر الدعائم الهيكلية، بدلًا من العوارض المستخدمة في الإطارات الهيكلية التقليدية.

### محاسنها
- قوية. تستطيع تحمل الأحمال، بما فيها الأحمال الخارجية للتعرق والرياح.
- أسرع في البناء من المنازل المبنية بالعصي الخشبية؛ تحتاج خشبًا أقل.
- عازلة للصوت.
- غير نفوذة للرطوبة.
- يمكن شحن الألواح مسبقة الصنع إلى موقع البناء وتركيبها في الموقع.
- تشكل قشرة من العزل الصلب حول المنزل، مقللةً الثغرات الشائعة في أبنية الإطارات الهيكلية التقليدية. ويؤدي ذلك إلى منزل          بكفاءة طاقة عالية منذ بنائه.
- لا تستعمل الفورمالدهايد ولا الكلوروفلوروكربونات ولا الهيدروكلوروفلوروكربونات في تصنيعها.
- قيم مقاومة حرارية حقيقية وتكلفة أقل للطاقة.

### مساوئها
- أغلى من أنواع العزل الأخرى.
- تسبب جسورًا حراريةً عند الخوابير ونقاط تثبيت الخشب ما لم تستخدم خوابير مبددة للحرارة (خشب معزول).

## بطانات وأغطية الفايبرغلاس (الصوف الزجاجي)
تُقطع البطانات مسبقًا، في حين تتوافر الأغطية على شكل لفائف (رولات) مستمرة. يقلل ضغط المادة من فعاليتها. قصها بما يناسب علب الكهرباء والعوائق الأخرى يخلق مجالًا لعبور تيارات الهواء عبر تجاويف الجدار. يمكن للمرء تركيب البطانات بطبقتين على أرضية سقيفة غير مكتملة، عموديتين على بعضهما البعض، لزيادة فعالية منع تشكل الجسور الحرارية. يمكن للأغطية تغطية العوارض والروافد والفراغات الفاصلة بينها كذلك. قد تشكل البطانات تحديًا عند وضعها تحت الأرضيات بين الروافد، وقد تساعد الأشرطة أو الأقمشة الضامة أو الأسلاك الضامة بين الروافد في تثبيتها.